# Anoplogaster cornuta

 (енгл. Common fangtooth, рус.  − дугороги сабљозуб или обыкновенный саблезуб − обични сабљозуб) је врста рибе која се може пронаћи у умјереним и тропским океанима широм свијета. Углавном се налази на дубинама од 2 до 5.000 метара. Одрасле јединке се обично крећу у дубинама од 500 до 5.000 метара, док се младе јединке налазе обично у близини површине. Ова врста може порасти до укупне дужине од око 18 центиметара. Иако је избор хране за пелагичне месождерке, ова врста није од великог значаја за људски риболов. 

## Опис
Anoplogaster cornuta има карактеристичан изглед који је врло лако препознатљив. Нарасте до укупне тужине од око 18 центиметара. Одрасле јединке су тамносмеђе до црне боје. Глава ове рибе је врло крупна. Има мало око, а крљушти имају коштане основе и налик су зубима. Тијело се наставља одмах после главе и брзо се сужава према каудалној петељци. Уста су им веома добро наоружана оштрим очњацима, а кожа је зрнаста. Ни леђна, а ни подрепна пераја ове јединке не посједују бодље. Многе рибе из великих морских дубина не посједују рибљи мјехур, али се ипак јавља код ове врсте. 
Младе јединке изгледају веома различито од одраслих, у толикој мјери да се у једном тренутку вјеровало да су у питању различите врсте. Младе јединке је први пут описао француски зоолог Ашил Валансјен (фр. Achille Valenciennes) 1833. године као Anoplogaster cornuta, док су педесет година касније одрасле јединке описане као Caulolepis longidens. До 1955. године се вјеровало да су у питању двије различите врсте. Младе јединке су много блијеђе у односу на одрасле. На глави посједују неколико дугих бодљи и велике очи. Њихови зуби су, за ралику од одраслих јединки, мали и не посједују очњаке за разлику од одраслих риба. Кожа им је углавном непигментирана и пресвучена непигментираним шкргама. Када млада јединка достигне зрелост, постаје тамније боје.

## Распрострањеност и станиште
Ова јединка има глобалну распрострањеност у тропским и умјереним водама, како у источном тако и у западном дијелу Атлантског океана, те у Индијском и Тихом океану. Поред западне обале Америке, домет ове рибе се протеже од Британске Колумбије до југа екватора. У питању је пелагична риба која се јавља између 2 и 5.000 метара, док се одрасле јединке налазе углавном између 500 и 5.000 метара дубине. Дакле, одрасле јединке преферирају веће дубине, док се младе налазе на мањим дубинама. 

## Понашање
је предатор и храни се другим рибама, раковима и главоношцима. Са друге стране, овом јединком се хране туне и сабљарке. Често се може пронаћи у мањим групама. Размножава се у љетњим мјесецима. Испитивањем отолита (коштаних структура које се налазе иза очију), долази се до закључка да ова риба живи најмање три године. Ове јединке су такође тестиране како би се видјело на који начин притисак утиче на њих у односу на друге рибе. Истраживачи су открили да ова врста може да регулише свој систем дисања у складу са окружењем у ком се налази, те да је стопа дисања директно пропорционална величини рибе.